# كيت جاكسون (كاتبة)
كيت جاكسون هي كاتِبة وأحيائية كندية، ولدت في 14 فبراير 1972.